# Ясёнка (Малопольское воеводство)
Ясёнка (пол. Jasionka) — село в Польше, находящееся на территории гмины Сенкова Горлицкого повета Малопольского воеводства.

## География
Село находилось в 14 км от административного центра Сенкова, 20 км от города Горлице и 118 км от Кракова.

## История
До акции «Висла» (1947 г.) большинство жителями села были лемки.
С 1975 по 1998 год село административно входило в Новосонченское воеводство.

## Источник
- Jasionka, Słownik geograficzny Królestwa Polskiego i innych krajów słowiańskich, III, 1882.